# Pachyceracris griveaudi
Pachyceracris griveaudi är en insektsart som beskrevs av Marius Descamps och Wintrebert 1966. Pachyceracris griveaudi ingår i släktet Pachyceracris och familjen gräshoppor. Inga underarter finns listade i Catalogue of Life.